# Ałmanczikowo
Ałmanczikowo (ros. Алманчиково) – wieś (sieło) w Rosji, w Czuwaszji, w rejonie batyriewskim. W 2010 liczyła 951 mieszkańców.